# San'in
San'in (japonès: 山陰地方, San'in-chihō) és una subregió de Chūgoku al Japó. Es correspon amb la meitat nord de Chūgoku banyada per la mar del Japó, en contrast amb San'yō que és la meitat sud.
El seu nom significa «obaga», perquè la regió se situa a l'obaga de la serralada de Chūgoku. Concretament, del nom 山陰, el primer kanji 山 (san) significa muntanya i el segon 陰 (in) és el «yin» (cosat fosc) del principi del Yin i Yang de la filosofia oriental.

## Demografia
La regió de San'in està formada per les prefectures de Shimane, Tottori i la meitat nord de la prefectura de Yamaguchi. Aquesta meitat nord de Yamaguchi inclou les poblacions de Hagi i Nagato. Les ciutats principals de San'in són les capitals prefecturals de Tottori i Matsue a més de Yonago i Izumo. És una de les regions menys poblades del Japó. De fet Tottori i Shimane són les dues prefectures menys poblades del país. Des de 1992 el creixement poblacional és negatiu de forma continuada i la piràmide poblacional és de les més envellides.

## Economia
És una regió poc industrialitzada i conserva un paisatge rural. La seva producció agrària és encara molt gran. Moltes zones costaneres i muntanyoses de la regió estan protegides com a parcs naturals i també s'han desenvolupat com a atraccions turístiques populars.